# 山本尚志 (書家)
山本 尚志（やまもと ひさし、1969年7月22日 - ）は、日本の書道家（calligraphy）。 ART SHODO主宰。広島県広島市出身。
幼い頃に左利きを右利きに直すために習字塾に通ったことをきっかけに書道の世界へ進む。広島城北中学校・高等学校時代は野球部に所属。東京学芸大学教育学部芸術課程書道専攻在籍中に井上有一の作品に出会い、20歳の時に自室で自身は「書家」であると宣言。また同年、ウナックトウキョウで井上有一の「夢」を80万円で購入。同ギャラリーで有一のカタログレゾネ制作に携わる。2015年にウナックサロンで初個展「マシーン」を開催、2016年にユミコチバアソシエイツ（東京）で個展「flying saucer」、2017年に個展「Speech balloon」をギャラリーNOW（富山）、個展「バッジとタオルと段ボール」をビームスのBギャラリー（東京）で開催。米国のアート雑誌『Art News』でも世界のトップコレクター200として何度も紹介されている現代美術コレクター、佐藤辰美が社長を務める大和プレス編集により、2016年には作品集「フネ」（YKGパブリッシング）を発表。

## 略歴
2004年（- 2019年）
- 天作会-井上有一に捧ぐ書の解放展-

2006年
- 世界書芸祝祭(ソウル、韓国)

2008年
- ソウル書芸ビエンナーレ(ソウル、韓国)

2009年（- 2010年）
- 一人快芸術(広島市現代美術館、広島)

2013年
- 日・中現代精鋭書画作家展「書と非書の際(きわ)」(京都文化博物館、京都)

2014年
個展「タワー」（下北アートスペース、東京、アートフォーラムJARFO、京都）
2015年
- 個展「マシーン」（ギャラリーメタノイア、パリ/ウナックサロン、東京）

2016年
- 個展「flying saucer」（Yumiko Chiba Associates viewing room shinjuku、東京）

2017年
- 個展「Speech balloon」(ギャラリーNOW、富山)
- 「現代アート書道の世界」(新宿髙島屋美術画廊、東京)出展、キュレーション
- 「書の未来展」(伊藤忠青山アートスクエア、東京)出展、キュレーション
- 二人展「poison and small huts」（Yumiko Chiba Associates viewing room shinjuku、東京）出展、キュレーション

2018年
- 「ART SHODO TOKYO AUTUMN 2018」(三鷹市芸術文化センター、東京)出展、キュレーション
- 個展「トリプルタワー」(寺田倉庫TMMT、東京)
- 「ART SHODO TOKYO SPRING 2018」(三鷹市芸術文化センター、東京)出展、キュレーション

2020年
- 「OSAKA SHODO SHOW 2020」(シーサイドスタジオCASO、大阪)
- 「What’s SHODO?」(MARUEIDO JAPAN/Gallery、東京)
- 「現代アート書道の世界2【記号と今】」（Yumiko Chiba Associates viewing room shinjuku、東京）
- 個展「入口と出口とフタと底」（Yumiko Chiba Associates viewing room shinjuku、東京）
- 個展「マド」（PLACE by method、東京）

2021年
- 「REAL by ArtSticker DAIKANYAMA ART WEEK」（代官山ヒルサイドテラス ヒルサイドフォーラム、東京）
- 「ナンガーランド 謎の帝国」（art space tetra、福岡）
- 「ART SHODO FESTA in Fukuoka」（福岡アジア美術館、福岡）
- 「OSAKA SHODO SHOW 2021」（シーサイドスタジオCASO、大阪）
- 「ART SHODO EIGHT」（MDP GALLERY、東京）
- 「SHODO NEW AGE」（立川市市民会館 たましんRISURUホール、東京）
- 「現代書の新しき展望2 –Contemporary Art SHODO-」（福屋八丁堀本店7階美術画廊、広島）
- 「しるしと人類」（岩田屋本店 本館2階 Gallery CONTAINER、福岡）
- 「JAPAN SHODO SHOW」（渋谷ヒカリエ8/CUBE、東京）
- 「書と非書の際」（京都王藝際美術館、京都）

2022年
- 「ART SHODO 〜書の新潮流の4人展〜」（名古屋栄三越ARTE CASA、愛知）
- 「ART SHODO SELECTION in Kyoto」（MEDIA SHOP GALLERY、京都）
- 「書の現在」（田口美術、岐阜）
- 個展「ゲーム」（福屋八丁堀本店美術画廊、広島）
- 「広島現代アートサロン2022」（福屋八丁堀本店ギャラリー101、広島）
- 個展「モーターショー」（あかまんま、群馬）
- 「JAPAN SHODO SHOW」（目黒美術館区民ギャラリー、東京）
- 「あたらしすぎる書道展」（MDP GALLERY、鎌倉）

## 著書
- 「作品集『ミライショドウ』」山本尚志 アサノエイコ 森本順子 日野公彦 ハシグチリンタロウ 湯上久雄 宮村弦 沢村澄子 (共著), 大和プレス (編集)
- 「山本尚志 2004-2016作品集 『フネ』」 単行本 – 2016/12/17 山本尚志 (著), 大和プレス (編集)